# Liberaler Studentenbund Deutschlands
Der Liberale Studentenbund Deutschlands (LSD) war von 1950 bis 1969 der offizielle Studentenverband der FDP. Im Jahr 1955 gehörten dem LSD etwa 25 Hochschulgruppen an, 1965 waren es etwa vierzig.

## Geschichte

### Vorgeschichte
Ab 1945, verstärkt ab 1947, gründeten sich in allen Besatzungszonen Deutschlands Hochschulgruppen, die sich als „demokratisch“, „liberal“ oder „liberaldemokratisch“ bezeichneten.
Die Gruppen in der sowjetischen Besatzungszone waren besonders erfolgreich; die liberaldemokratischen (LDP) Gruppen in Jena und Leipzig hatten 1948 jeweils über 600 Mitglieder. Die sowjetische Besatzungsmacht reagierte mit scharfer Repression. So wurde 1948 der liberaldemokratische Vorsitzende des Leipziger Studentenrats, Wolfgang Natonek, verhaftet und zu 25 Jahren Zwangsarbeit verurteilt. Viele Studenten, darunter auch führende Mitglieder der liberaldemokratischen Hochschulgruppen, verließen die sowjetische Zone und gingen an die neu gegründete Freie Universität Berlin oder in den Westen.
In den westlichen Besatzungszonen gründeten sich zunächst einige „Demokratische Hochschulgruppen“, ab 1948 benannten sich diese in „Liberale Hochschulgruppen“ um und es wurden weitere solche Gruppen gegründet. Gleichzeitig waren Studenten auch bei den 1947 gegründeten Deutschen Jungdemokraten aktiv. In diesen gab es, wie auch bei der FDP, bis Mitte der 1950er Jahre einen Richtungsstreit um die Anerkennung der Bundesrepublik Deutschland oder die Forderung nach „Wiederherstellung des Deutschen Reiches“.

### Die Gründung
Der Liberale Studentenbund Deutschlands wurde 1950 als Dachorganisation liberaler Studentengruppen in der Bundesrepublik gegründet „in dem Bestreben, die Verwirklichung des Ideals der Freiheit auf allen Gebieten des menschlichen Lebens durch Vertiefung und Weiterentwicklung auf akademischer Ebene zu fördern“. Maßgeblichen Anteil an der Gründung hatten Studenten, die aus der sowjetischen Zone oder der DDR kamen, sowie Anhänger einer dezidiert liberalen Ausrichtung der Jungdemokraten und der FDP, die sich zur Bundesrepublik Deutschland bekannten.
Die Forderung nach deutscher und europäischer Einheit nach freiheitlich-demokratischen Grundsätzen spielte von Beginn an eine herausragende Rolle. So forderte man in den auf der Gründungsversammlung beschlossenen „Politischen Leitsätzen“ den „Einsatz aller geistigen und politischen friedlichen Möglichkeiten für die Befreiung Mitteldeutschlands und die Rückgabe Ostdeutschlands“ sowie die „Bildung eines vereinten Europas“.

### Die ersten Jahre
Entsprechend der politischen Ausrichtung der Gründer des LSD ging dieser vor dem FDP-Bundesparteitag im Jahr 1951 mit einer Erklärung in die Öffentlichkeit, in der vor einem zu starken Einfluss des nationalen Elements auf Kosten einer liberalen Ausrichtung warnte. Als im Vorfeld des FDP-Bundesparteitags 1952 der „Flügelstreit“ um eine primär liberale oder eine primär nostalgisch-nationale Ausrichtung mit dem Ziel der Wiedergründung des Deutschen Reiches eskalierte, ergriff der LSD – im Gegensatz zu den Deutschen Jungdemokraten – eindeutig Position für den liberalen Flügel mit Verabschiedung der „Liberalen Grundsätze“.
Gegenüber dem Sowjetsozialismus trat der LSD zu dieser Zeit nicht nur rhetorisch kämpferisch auf. So forderte der LSD 1951 den Aufbau einer „Europa-Armee“ „gegen den östlichen Totalitarismus“ und dann 1952 die Einführung einer allgemeinen Wehrpflicht. Die Konzepte des LSD um die Ausgestaltung der Wehrpflicht wurden von der FDP beachtet und gingen auch in die Wehrgesetzgebung von 1955/56 ein.
In der Diskussion um die Neuordnung der Studienförderung, die zum Honnefer Modell führte, forderte der LSD im Jahr 1954 die großzügige Vergabe von Studentendarlehn durch eine neu zu gründende Bundesdarlehnskasse. Nach Ansicht des LSD war dieses, bewusst die persönliche Verantwortung der Studenten betonende Modell, am ehesten geeignet, gleichzeitig die finanzielle Situation der Studenten zu verbessern und die akademische Freiheit zu bewahren.

### Neue Ostpolitik
Der LSD suchte ab Ende der 1950er Jahre Kontakt zu Organisationen der DDR und des gesamten Ostblocks und entwickelte Konzepte einer Deutschlandpolitik, die in die Richtung der ab 1969 von der Bundesregierung unter Bundeskanzler Willy Brandt und Außenminister Walter Scheel durchgeführten Neuen Ostpolitik wiesen.
Die Entwicklung zum neuen Politikkonzept wurde eingeleitet durch eine Kehrtwende bei der Frage der Wehrpflicht: Als diese 1956 entsprechend den vorherigen Vorstellungen des LSD eingeführt wurde, schloss sich dieser der Forderung des SDS nach Abschaffung selbiger an und wandte sich damit gegen einen Grundkonsens in der FDP.
Als dann 1959 die von Organisationen des Ostblocks beherrschten Weltjugendspiele in Wien stattfanden, nahm der LSD hieran teil, während eine Teilnahme vom Verband Deutscher Studentenschaften (VDS) sowie der Jungen Union, den Jusos und auch den Jungdemokraten abgelehnt wurde. Später wurde von Seiten des LSD die Anerkennung der bestehenden Grenzen in Europa und die Anerkennung der DDR als eigener Staat gefordert. Durch personelle Überschneidungen wurde dies von den Jungdemokraten aufgegriffen. Diese erarbeiteten dann von 1962 bis 1968 eine entsprechende auf Entspannung zur DDR und den anderen Ostblockstaaten zielende Programmatik.

### Radikaldemokratischer Verband
Bald nach der Teilnahme an den Weltjugendspielen betrachtete der LSD sich als radikaldemokratischen Verband, ein Begriff der im Zuge des Einflusses der Studentenbewegung 1969 von den Jungdemokraten übernommen wurde und ab der Verabschiedung des Leverkusener Manifests 1971 zentral für das Selbstverständnis der Deutschen Jungdemokraten und ihres Nachfolgeverbands, der Jungdemokraten – Junge Linke (später: JungdemokratInnen – Junge Linke) war.

### Differenzen mit der FDP
Das Verhältnis zur FDP war von nun an konfliktbeladen. Die Ostkontakte des LSD stießen auf starke Missbilligung der FDP. Ein weiterer Konfliktpunkt war die Koalitionsfrage. Auf Delegiertenversammlungen des LSD wurde ab 1960 regelmäßig die Forderung nach einer sozialliberalen Koalition in Bonn erhoben. Schon 1960 drohte der FDP-Vorsitzende Erich Mende, man werde sich vom LSD lösen, wenn dieser nicht seine radikalen Positionen aufgäbe, und dem LSD wurden seine Räume in der FDP-Bundesgeschäftsstelle gekündigt. Laut einem Artikel in der Wochenzeitung Die Zeit riefen im Bundestagswahljahr 1961 die Münchner Hochschulgruppen erstmals zur Wahl der SPD auf, weil deren neues Parteiprogramm das einzige in Deutschland sei, „das einen Rahmen für einen modernen und sozial orientierten, nicht nationalistischen Liberalismus abgibt“.
Im Jahr 1963 bildete sich als Gegenorganisation zum LSD der Freie Demokratische Studentenbund (FDS), der sich auch als FDP-nah begriff, aber nostalgisch-national orientiert war und besonders korporierte Studenten anzog, die im LSD nicht gerne gesehen waren. Der LSD blieb jedoch der offizielle Studentenverband der FDP.
In den Folgejahren wandte sich der LSD noch mehr dem sozialdemokratischen und sozialistischen politischen Lager zu: 1964 schloss er mit dem SDS und dem Sozialdemokratischen Hochschulbund (SHB) das Höchster Abkommen zur gegenseitigen Unterstützung, es wurden SPD-Mitglieder in den Bundesvorstand gewählt, zur Bundestagswahl 1965 unterstützten – auch laut dem Artikel in der Zeit – die Münchner Gruppen die SPD-Wahlkampfreisen von Günter Grass. Dies verschärfte die Spannungen zur FDP, die ab 1965 den Bundesvorsitzenden Hans Frey nicht mehr in den Vorstand der Partei kooptierte und 1966 dem LSD ein Ultimatum setzte und die unterstützenden Gelder strich.

### Die Zeit der Studentenbewegung – das Ende des Verbandes
Ende der 1960er Jahre wurde der LSD dann Teil der Außerparlamentarischen Opposition (APO).
Auf der Delegiertenversammlung 1968 wurde im Sinne der vom LSD propagierten umfassenden Demokratisierung der Gesellschaft ein gleichberechtigter Vorstand mit einem Sprecher geschaffen und mit Frank von Auer ein aktives, sich als „Sozialist“ bezeichnendes SPD-Mitglied, zu ebendiesem Sprecher gewählt.
Laut einem Beschluss von 1969 beanspruchte der LSD, „integraler Bestandteil der sozialistischen Opposition zu sein“ und brach schließlich alle Beziehungen zur FDP ab, weil „eine politische Zusammenarbeit zwischen beiden Organisationen schon seit längerem nicht mehr möglich“ sei. Schon zuvor war die Partei in LSD-Flugblättern als „Wurmfortsatz des Obrigkeitsstaates“ und ihre Exponenten als „reaktionäre Scheißkerle“ beschimpft worden.
Nach dem Politikwissenschaftler Gerd Langguth zeigte der LSD „in der antiautoritären Revolte so gut wie kein eigenständiges Profil“. Als dann 1971 die letzten öffentlichen Gelder ausliefen, fiel er in die Inaktivität. Die letzte noch funktionierende Gruppe des LSD, der Liberale Studentenbund Westberlins, rief bei der Wahl zum Berliner Abgeordnetenhaus 1971 zur Wahl der Sozialistischen Einheitspartei Westberlins (SEW) auf.

## Nachfolgeverbände
Als neuer Studentenverband der FDP wurde nach zweijähriger Vorbereitung im Mai 1972 der Liberale Hochschulverband (LHV) gegründet. Dieser setzte die vom LSD initiierte Kooperationspolitik mit sozialistisch, teilweise marxistisch orientierten Verbänden auch nach Auflösung des SDS fort. Der LHV löste sich nach der Bonner Wende 1982 genau wie die Deutschen Jungdemokraten von der FDP, benannte sich 1985 in Radikaldemokratische Studentengruppen – Jungdemokraten an der Hochschule (RSG – Jungdemokraten) um und fiel 1990 in die Inaktivität.
Der 1972/73 aus der Deutschen Studentenunion hervorgegangene Sozialliberale Hochschulverband (SLH), der sich als überparteilich, aber FDP- und SPD-nah begriff, lehnte diese Politik, insbesondere in Bezug auf den 1971 gegründeten Marxistischen Studentenbund Spartakus, ab und kooperierte stattdessen mit dem RCDS. Aus dem SLH und weiteren liberalen Hochschulgruppen ging 1987 der heutige Studentenverband der FDP, der Bundesverband Liberaler Hochschulgruppen (LHG) hervor.

## Der Seniorenverband des LSD, heute Verband liberaler Akademiker
Im Jahr 1955 wurde von ehemaligen LSD-Mitgliedern der Seniorenverband des LSD gegründet. Dieser änderte 1971 seinen nun als kompromittierend empfundenen Namen in Verband liberaler Akademiker – Seniorenverband liberaler Studenten (VLA). Mittels des VLA sind ehemalige Mitglieder des LSD mit Mitgliedern der später entstandenen liberalen Studentenverbände verflochten.

## Vorsitzende des LSD
- 1950–1951 Helmut Bentz
- 1951–1953 Alfred Leonhardt
- 1953–1955 Hans Dieter Wendt
- 1955–1956 Günther Reichardt
- 1956–1957 Martin Habdank
- 1957–1958 Albrecht Menke
- 1958–1959 Horst Kiesecker
- 1959–1960 Reinhard Gäsing
- 1960–1961 Wilhelm Rahlfs
- 1961–1962 Hans Heinrich Nolte
- 1962–1963 Wolfgang Lüder
- 1963–1964 Volker Gärtner
- 1964–1965 Helmut Strizek
- 1965–1966 Hans Frey
- 1966–1967 Christian Kayser
- 1967–1968 Klaus Allerbeck
- 1968–1969 Frank von Auer (Sprecher)[22]

## Bekannte ehemalige LSD-Mitglieder
- Klaus Allerbeck
- Christian Fenner
- Wolfgang Gerhardt
- Michael Hereth
- Karl Holl
- Martin Jellinghaus
- Peter Juling
- Christian Kayser
- Wolf Erich Kellner
- Horst Kiesecker
- Detlef Kleinert
- Wolfgang Lüder
- Hermann Rudolf Marx
- Albrecht Menke
- Gerhard Moritz Meyer
- Hans Heinrich Nolte
- Rolf Pohle
- Wilhelm Rahlfs
- Gerhart Raichle
- Karlheinz Reich
- Günther Reichardt
- Reinhard Roericht
- Theo Schiller
- Eckhard Schleifenbaum
- Reinhard Strecker
- Barthold C. Witte
- Gerhard Zech